# جان مونتگومری (ورزشکار)
جان مونتگومری (انگلیسی: John Montgomery; ۲۲ نوامبر ۱۸۸۱ – ۷ ژوئن ۱۹۴۸) سوارکار، و چوگان‌باز اهل ایالات متحده آمریکا بود.